# 雷射手術
雷射手術是以雷射切割組織的外科手術方式，實際應用的例子包括在常規外科手術中使用的雷射手術刀，及照射雷射光束使含水量較高的軟組織汽化的軟組織雷射手術。而在美容整形外科醫生（Thomas L Roberts, III）於1990年代發明可使用的二氧化碳雷射後，透過雷射消解共價鍵的雷射嫩膚技術因而得以實現。今日軟組織雷射手術將二氧化碳雷射視為主要工具，因為其能簡單便透過光熱同時達到燒蝕和止血的功效。雷射手術經常使用於人眼部分，並發展出矯正視力的準分子雷射原位角膜磨鑲術及雷射屈光角膜切削術 。